# Perrero
Perrero (piemonti nyelven Pré, okszitánul Prìe) egy olasz község a Piemont régióban, Torino megyében.